# Anna-Christine Görg
Anna-Christine Görg (* 9. Februar 1987 in Hamburg) ist eine deutsche Basketballspielerin.

## Werdegang
Sie fing mit zwölf Jahren beim SC Rist Wedel an, Basketball zu spielen und wurde aufgrund ihres großen Talentes in der U16 und in den folgenden Altersklassen in die Jugend-Nationalmannschaften berufen. Mit Wedel wurde sie deutsche Jugendmeisterin. 2003 nahm sie an der U16-Europameisterschaft in der Türkei teil, im selben Jahr kam Görg in das Wedeler Aufgebot für die 1. Bundesliga. Nach dem Abitur wechselte sie 2005 mit ihrer Mitspielerin Margret Skuballa sowie Trainer Marc Köpp zur BG Dorsten. Görg und Skuballa waren bei der im August 2005 in Budapest veranstalteten U18-Europameisterschaft Leistungsträgerinnen der deutschen Auswahl. Mit der BG trat Görg in der Bundesliga sowie im Europapokalwettbewerb EuroCup an.
Im Sommer 2006 bestritt sie in Sopron die U20-EM und war mit 14,4 Punkten je Begegnung hinter Skuballa die zweitbeste Korbschützin der Deutschen. Da die BG Dorsten Ende 2006 die Teilnahmeberechtigung an der 1. Bundesliga zurückgab, wechselte die 1,90 m lange Görg, die 2006 als bester Neuling der Damen-Basketball-Bundesliga ausgezeichnet wurde, zur Saison 2007/08 zum Herner TC. Ebenfalls 2007 spielte sie mit der U20-Nationalmannschaft in Sofia bei der Europameisterschaft, wurde aber disziplinarischen Gründen während der EM 2007 in Bulgarien aus dem Kader gestrichen, nachdem sie im vorherigen Turnierverlauf im Durchschnitt 15 Punkte sowie 10,8 Rebounds je Begegnung erzielt hatte. 2008 wechselte sie zum BC Marburg, der seinerzeit von der ehemaligen U20-Nationalmannschaftstrainerin Aleksandra Kojić trainiert wurde. 2009 beendete Görg ihre Profikarriere.